# Андерсон (Калифорнија)
Андерсон (енгл. Anderson) град је у америчкој савезној држави Калифорнија. По попису становништва из 2010. у њему је живело 9.932 становника.

## Демографија
Према попису становништва из 2010. у граду је живело 9.932 становника, што је 910 (10,1%) становника више него 2000. године.
| Група             | 2000.         | 2010.         |
| Белци             | 7.526 (83,4%) | 7.775 (78,3%) |
| Афроамериканци    | 56 (0,6%)     | 70 (0,7%)     |
| Азијати           | 160 (1,8%)    | 256 (2,6%)    |
| Хиспаноамериканци | 659 (7,3%)    | 1.070 (10,8%) |
| Укупно            | 9.022         | 9.932         |